# فهرست دانشگاه‌های دولتی در ایران
دانشگاه‌ها و مراکز آموزش عالی نهادهایی برای آموزش عالی (آموزش دانشگاهی) هستند و در سطوح علمی گوناگون (کاردانی، کارشناسی، کارشناسی ارشد و دکترا) و رشته‌های مختلف مدرک دانشگاهی ارائه می‌نماید. دانشگاه‌های دولتی ایران وابسته به وزارتخانه‌های وزارت علوم، تحقیقات و فناوری، بهداشت، درمان و آموزش پزشکی و مراکز دیگری با کسب مجوز از وزارت علوم، تحقیقات و فناوری هستند و شامل نوبت اول و دوم (روزانه و شبانه)، پردیس خودگردان و ظرفیت مازاد می‌شوند. بودجه دانشگاه‌های دولتی سالانه توسط دولت مشخص می‌شود.

## فهرست دانشگاه‌ها و مراکز آموزش عالی وابسته به وزارت علوم، تحقیقات و فناوری

### دانشگاه‌ها
فهرست دانشگاه‌های دولتی وابسته به وزارت علوم، تحقیقات و فناوری به شرح زیر است:
دانشگاه ملایر
نوشتاراصلی: دانشگاه ملایر
دانشگاه اراک
دانشگاه اراک در سال ۱۳۵۰ در شهر اراک تأسیس شد. این دانشگاه دارای ۸ دانشکده و رشته‌هایی در مقاطع کاردانی، کارشناسی ناپیوسته و کارشناسی پیوسته، کارشناسی ارشد و دکتری می‌باشد. کتابخانه دانشگاه اراک دارای دو بخش علوم پایه (۸۰۰۰ جلد کتاب) در ساختمان پردیس دانشگاه و فنی و مهندسی (۵۰۰۰ جلد کتاب) در ساختمان دانشکده فنی و مهندسی می‌باشد و همچنین این دانشگاه دارای بیش از ۷۰۰۰ دانشجو است.
دانشکده‌ها:
1. دانشکده فنی و مهندسی
2. دانشکده علوم
3. دانشکده علوم انسانی
4. دانشکده کشاورزی و منابع طبیعی
5. دانشکده تربیت بدنی و علوم ورزشی
6. دانشکده ادبیات، زبان‌های خارجی
7. دانشکده هنر
8. دانشکدهٔ ادبیات و زبان‌های خارجی

دانشگاه اردکان
دانشگاه اردکان در سال ۱۳۸۸ در شهر اردکان تأسیس شد. این دانشگاه دارای ۴ دانشکده و یک مرکز آموزش عالی (مرکز آموزش عالی حضرت خدیجه) و همچنین ۲۵۰۰ دانشجو می‌باشد.
دانشکده‌ها:
1. دانشکده علوم انسانی و علوم اجتماعی
2. دانشکده کشاورزی و منابع طبیعی
3. دانشکده فنی و مهندسی
4. دانشکده دامپزشکی

دانشگاه امام حسین
دانشگاه امام حسین در سال ۱۳۶۵ در شهر تهران تأسیس شد. این دانشگاه دارای ۸ دانشکده و ۱۱ پژوهشکده می‌باشد و از طریق کنکور سراسری دانشجو می‌پذیرد و در سایر شهرها نیز دارای شعبه‌هایی است. این دانشگاه دارای ۳۹۰۰ دانشجو می‌باشد.
دانشکده‌ها:
1. دانشکده علوم اجتماعی و فرهنگی
2. دانشکده مدیریت و برنامه‌ریزی راهبردی
3. دانشکده فرماندهی و مدیریت ولایت
4. دانشکده امام هادی
5. دانشکده پیامبر اعظم
6. دانشکده فنی و مهندسی
7. دانشکده فناوری اطلاعات و ارتباطات
8. دانشکده علوم پایه

پژوهشکده‌ها:
1. پژوهشکده علوم اجتماعی و فرهنگی
2. پژوهشکده مدیریت و برنامه‌ریزی راهبردی
3. پژوهشکده مطالعات بین‌الملل
4. پژوهشکده علوم دفاعی و امنیتی
5. پژوهشکده امام هادی
6. پژوهشکده پیامبر اعظم
7. پژوهشکده فنی و مهندسی
8. پژوهشکده فناوری اطلاعات و ارتباطات
9. پژوهشکده مهندسی ایمنی و پدافند غیرعامل
10. پژوهشکده علوم پایه
11. پژوهشکده سایبر الکترونیک

دانشگاه ارومیه
دانشگاه ارومیه در سال ۱۳۴۴ در شهر ارومیه تأسیس شد. این دانشگاه دارای بیش از ۱۴۰۰۰ دانشجو می‌باشد.
دانشکده‌ها:
1. دانشکده ادبیات و علوم انسانی
2. دانشکده اقتصاد و مدیریت
3. دانشکده شیمی
4. دانشکده دامپزشکی
5. دانشکده علوم ورزشی
6. دانشکده علوم
7. دانشکده فنی و مهندسی
8. دانشکده فنی و مهندسی خوی
9. دانشکده کشاورزی
10. دانشکده منابع طبیعی
11. دانشکده معماری، شهرسازی و هنر
12. دانشکده مهندسی برق و کامپیوتر
13. مرکز آموزش عالی شهید باکری میاندوآب

دانشگاه اصفهان
دانشگاه اصفهان در سال ۱۳۲۵ در خیابان دانشگاه شهر اصفهان تأسیس شد. این دانشگاه بیش از ۱۳۰۰۰ دانشجو در ۷۱ رشته تحصیلی در مقطع کارشناسی، ۱۸۵ رشته تحصیلی در مقطع کارشناسی ارشد، ۱۱۹ رشته در مقطع دکتری، ۱۳ دانشکده و ۵ پژوهشکده دارد.
دانشکده‌ها:
1. دانشکده ادبیات و علوم انسانی
2. دانشکده علوم جغرافیایی و برنامه‌ریزی
3. دانشکده اهل البیت
4. دانشکده علوم و فناوری نوین
5. دانشکده تربیت بدنی و علوم ورزشی
6. دانشکده عمران و حمل و نقل
7. دانشکده زبان‌های خارجی
8. دانشکده فنی و مهندسی
9. دانشکده شیمی
10. دانشکده مهندسی کامپیوتر
11. دانشکده علوم
12. دانشکده علوم اداری و اقتصاد
13. دانشکده علوم تربیتی و روانشناسی

پژوهشکده‌ها:
1. پژوهشکده اقتصاد
2. پژوهشکده انرژی
3. پژوهشکده علوم جغرافیایی
4. پژوهشکده مدیریت
5. پژوهشکده محیط زیست

دانشگاه الزهرا
دانشگاه الزهرا در سال ۱۳۴۳ در محله ده ونک تهران ابتدا نام «مدرسه عالی دختران» تأسیس شد و سپس در سال ۱۳۵۴ به دانشگاه تبدیل شد. این دانشگاه دارای ۱۰ دانشکده، ۲ پژوهشکده و ۹۴۰۰ دانشجو می‌باشد.
دانشکده‌ها:
1. دانشکده ادبیات
2. دانشکده الهیات
3. دانشکده تربیت بدنی و علوم ورزشی
4. دانشکده علوم اجتماعی و اقتصادی
5. دانشکده علوم تربیتی و روانشناسی
6. دانشکده علوم ریاضی
7. دانشکده علوم زیستی
8. دانشکده فنی و مهندسی
9. دانشکده فیزیک و شیمی
10. دانشکده هنر

پژوهشکده‌ها:
1. پژوهشکده زنان
2. پژوهشکده مطالعات اقتصادی

شعبهٔ ارومیه دانشگاه الزهرا در سال ۱۳۹۳ در شهر ارومیه تأسیس شد و تاکنون در ۵ رشته (زبان‌شناسی، حسابداری، علم اطلاعات و دانش‌شناسی، مدیریت فناوری اطلاعات و مطالعات زنان) در مقطع کارشناسی ارشد دانشجو پذیرفته‌است.
دانشگاه ایلام
دانشگاه بجنورد
دانشگاه بزرگمهر قائنات
دانشگاه بناب
دانشگاه بوعلی سینا
دانشگاه بیرجند
دانشگاه بین‌المللی امام خمینی
دانشگاه پیام نور
دانشگاه تبریز
دانشگاه تخصصی فناوری‌های نوین آمل
دانشگاه تحصیلات تکمیلی صنعتی و فناوری پیشرفته
دانشگاه تحصیلات تکمیلی علوم پایه زنجان
دانشگاه تربت حیدریه
دانشگاه تربیت دبیر شهید رجایی
دانشگاه تربیت مدرس
دانشگاه تفرش
دانشگاه تهران
دانشگاه تهران در سال ۱۳۱۳ در خیابان انقلاب اسلامی شهر تهران تأسیس شد. بر اساس گزارش پایگاه استنادی علوم جهان اسلام این دانشگاه در رتبه‌بندی دانشگاه‌ها و مؤسسات پژوهشی ایران رتبه اول و در رتبه‌بندی دانشگاه‌های کشورهای اسلامی رتبه سوم را کسب کرده‌است و همچنین دانشگاه تهران دارای رتبه‌جهانی ۴۰۰–۳۰۱ رتبه‌بندی شانگهای سال ۲۰۱۸ می‌باشد.
پردیس‌ها و دانشکده‌ها
پردیس دانشکده‌های فنی:
- دانشکده مهندسی برق و کامپیوتر
- دانشکده مهندسی صنایع
- دانشکده مهندسی شیمی
- دانشکده علوم مهندسی
- دانشکده مهندسی عمران
- دانشکده فنی فومن
- دانشکده فنی کاسپین
- دانشکده مهندسی متالورژی و مواد
- دانشکده مهندسی معدن
- دانشکده مهندسی مکانیک

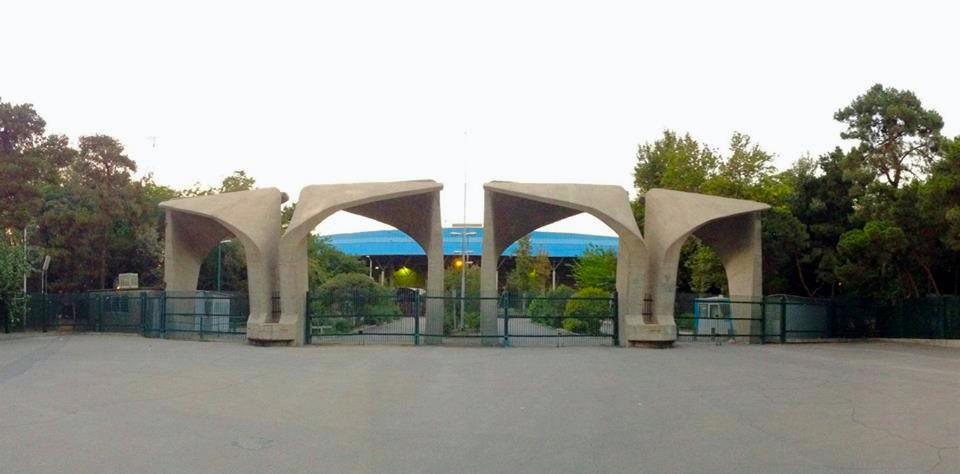
سردر دانشگاه تهران

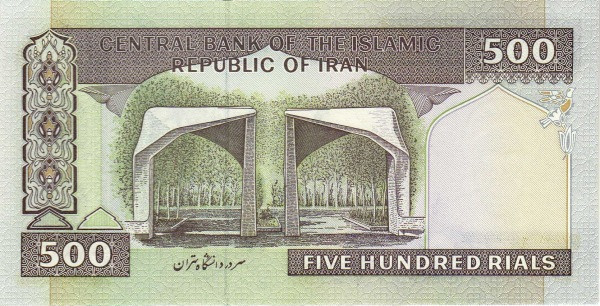
تصویر سردر دانشگاه تهران روی اسکناس پانصد ریالی

تصویر سردر دانشگاه تهران روی اسکناس پنجاه هزار ریالی

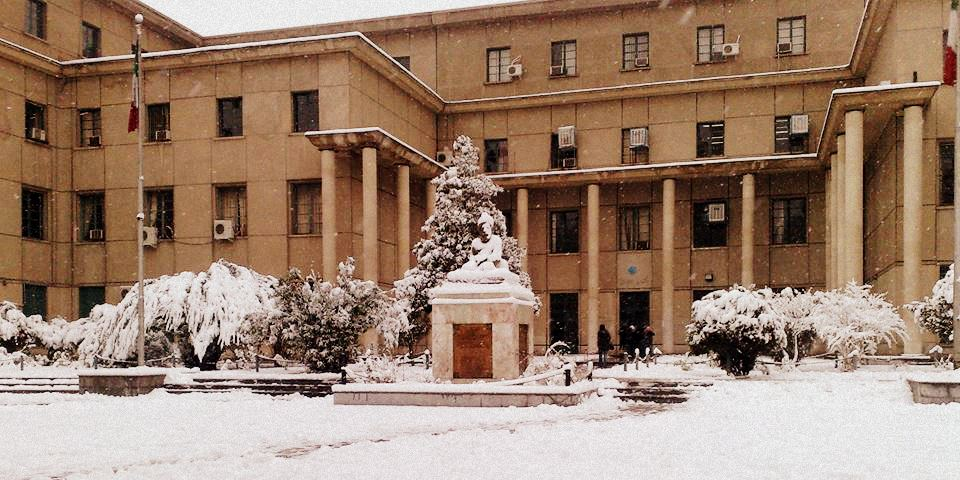
دانشکدهٔ ادبیات و علوم انسانی یکی از قدیمی‌ترین دانشکده‌های دانشگاه تهران

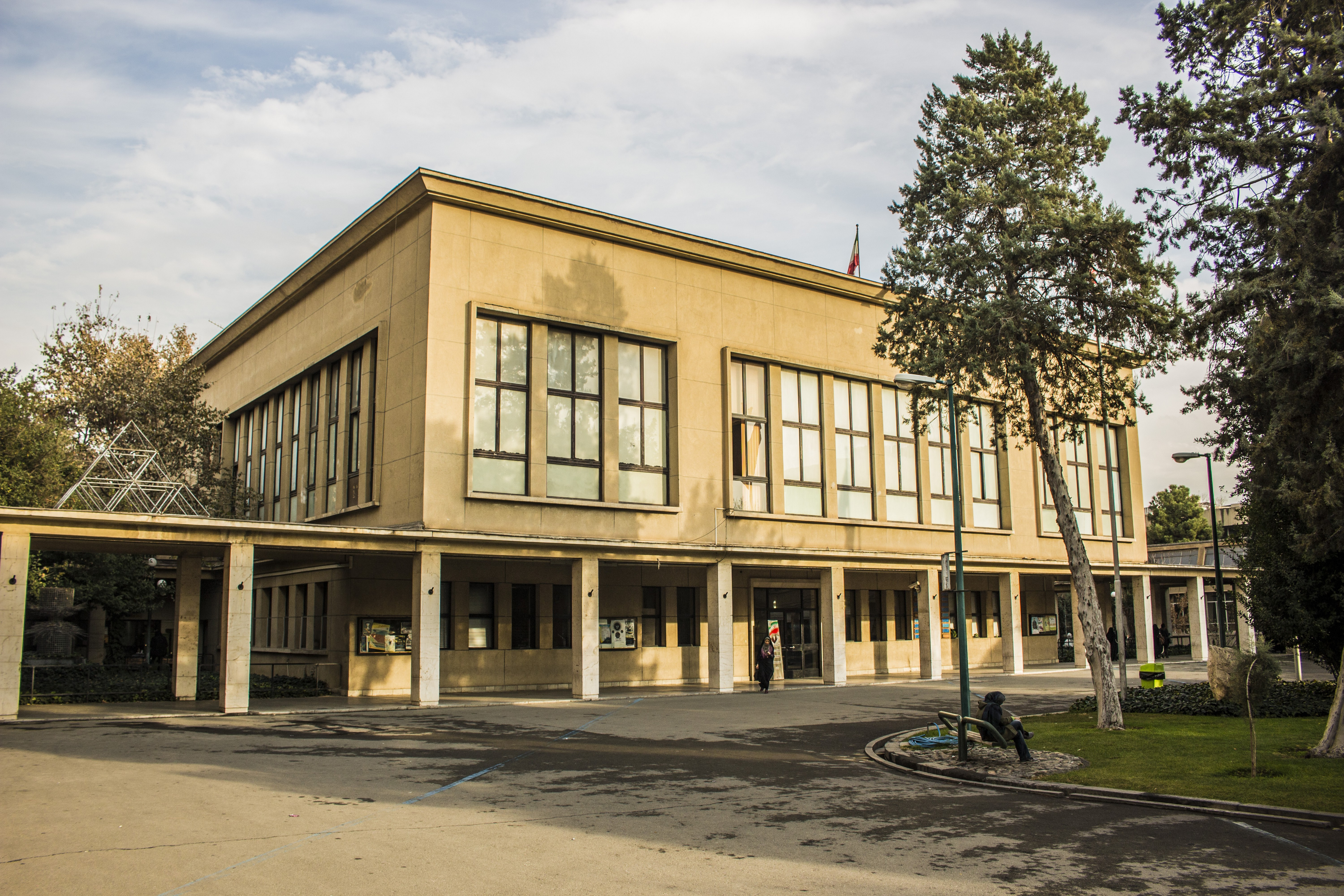
ساختمان مرکزی پردیس هنرهای زیبای دانشگاه تهران

- دانشکده مهندسی نقشه‌برداری و اطلاعات مکانی
- دانشکده محیط زیست

پردیس علوم:
- دانشکده ریاضی، آمار و علوم کامپیوتر
- دانشکده زمین‌شناسی
- دانشکده زیست‌شناسی
- دانشکده شیمی
- دانشکده فیزیک
- گروه بیوتکنولوژی

پردیس کشاورزی و منابع طبیعی:
- دانشکده اقتصاد و توسعه کشاورزی
- دانشکده علوم و مهندسی کشاورزی
- دانشکده منابع طبیعی
- دانشکده مهندسی و فناوری کشاورزی
- گروه مستقل بیوتکنولوژی کشاورزی

پردیس هنرهای زیبا:
- دانشکده معماری
- دانشکده شهرسازی
- دانشکده هنرهای تجسمی
- دانشکده هنرهای نمایشی و موسیقی
- گروه طراحی صنعتی

علوم انسانی:
- دانشکده زبان‌ها و ادبیات خارجی
- دانشکده ادبیات و علوم انسانی
- دانشکده الهیات و معارف اسلامی
- دانشکده حقوق و علوم سیاسی
- دانشکده مطالعات جهان
- دانشکده معارف و اندیشه اسلامی

علوم اجتماعی و رفتاری:
- دانشکده اقتصاد
- دانشکده تربیت بدنی و علوم ورزشی
- دانشکده جغرافیا
- دانشکده روانشناسی و علوم تربیتی
- دانشکده علوم اجتماعی
- دانشکده کارآفرینی
- دانشکده مدیریت

پردیس‌های منطقه ای:
- پردیس البرز
- پردیس بین‌المللی ارس
- پردیس بین‌المللی کیش

پردیس ابوریحان دانشگاه تهران:
- گروه حشره‌شناسی و بیماری‌های گیاهی
- گروه علوم زراعی و اصلاح نباتات
- گروه مهندسی آبیاری و زهکشی
- گروه علوم دام و طیور
- گروه باغبانی
- گروه فناوری صنایع غذایی
- گروه فنی کشاورزی

پردیس فارابی:
- دانشکده مهندسی
- دانشکده مدیریت و حسابداری
- دانشکده حقوق
- دانشکده الهیات

دانشکده‌های دیگر:
- دانشکده دامپزشکی
- دانشکده علوم و فنون نوین

دانشگاه جهرم
دانشگاه جیرفت
دانشگاه آیت‌الله‌العظمی بروجردی
دانشگاه حضرت معصومه
دانشگاه حضرت نرجس
دانشگاه حکیم سبزواری
دانشگاه خلیج فارس
دانشگاه خوارزمی
دانشگاه دامغان
دانشگاه دریانوردی و علوم دریایی چابهار
دانشگاه رازی
دانشگاه زابل
دانشگاه زنجان
دانشگاه سلمان فارسی کازرون
دانشگاه سمنان
دانشگاه سید جمال‌الدین اسدآبادی
دانشگاه سیستان و بلوچستان
دانشگاه شاهد
دانشگاه شهرکرد
دانشگاه شهید باهنر کرمان
دانشگاه شهید بهشتی
دانشگاه شهید چمران اهواز
دانشگاه شهید مدنی آذربایجان
دانشگاه شیراز
دانشگاه صدا و سیما
دانشگاه صنایع و معادن ایران
دانشگاه صنعت نفت
دانشگاه صنعتی اراک
دانشگاه صنعتی ارومیه
دانشگاه صنعتی بیرجند
دانشگاه صنعتی جندی‌شاپور
دانشگاه صنعتی خاتم‌الانبیاء بهبهان
دانشگاه صنعتی سیرجان
دانشگاه صنعتی شهدای هویزه
دانشگاه صنعتی قم
دانشگاه صنعتی کرمانشاه
دانشگاه صنعتی همدان
دانشگاه صنعتی اصفهان
دانشگاه صنعتی امیرکبیر
دانشگاه صنعتی بابل
دانشگاه صنعتی خواجه نصیرالدین طوسی
دانشگاه صنعتی سهند
دانشگاه صنعتی شاهرود
دانشگاه صنعتی شریف
دانشگاه صنعتی شیراز
دانشگاه علامه طباطبایی
دانشگاه علم و صنعت ایران
دانشگاه علم و فناوری مازندران
دانشگاه علوم کشاورزی و منابع طبیعی ساری
دانشگاه علوم و فنون دریایی خرمشهر
دانشگاه علوم کشاورزی و منابع طبیعی گرگان
دانشگاه فردوسی مشهد
دانشگاه فرزانگان سمنان
دانشگاه فرهنگیان
دانشگاه فسا
دانشگاه فناوری‌های نوین سبزوار
دانشگاه فنی و حرفه‌ای

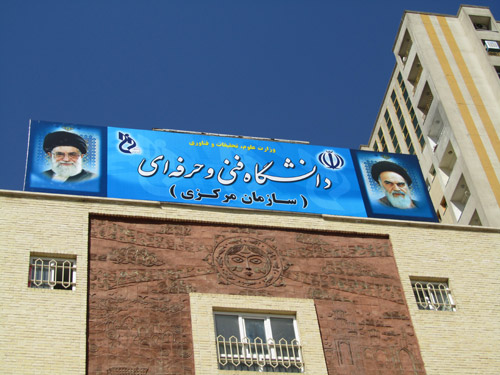
سازمان مرکزی دانشگاه فنی و حرفه‌ای

دانشگاه فنی و حرفه‌ای در سال ۱۳۴۴ به نام انستیتوهای تکنولوژی تأسیس شد و در سال ۱۳۹۰ با مجوز وزارت علوم، تحقیقات و فناوری کار خود را آغاز کرد. این دانشگاه دارای ۱۷۳ دانشکده و آموزشکده فنی و حرفه‌ای و در حدود ۲۰۰ هزار دانشجو است و در دو مقطع کاردانی و کارشناسی فعالیت می‌کند که ۷۰ درصد از آموزش‌ها کارگاهی و ۳۰ درصد نظری می‌باشد.
دانشگاه فنی وحرفه ای در سراسر ایران دارای دانشکده و آموزشکده می‌باشد:
1. آذربایجان شرقی (۸ دانشکده و آموزشکده)
2. آذربایجان غربی (۴ دانشکده و آموزشکده)
3. اردبیل (۳ دانشکده و آموزشکده)
4. اصفهان (۱۳ دانشکده و آموزشکده)
5. البرز (۲ دانشکده و آموزشکده)
6. ایلام (۲ دانشکده و آموزشکده)
7. بوشهر (۲ دانشکده و آموزشکده)
8. تهران (۲۲ دانشکده و آموزشکده)
9. چهارمحال بختیاری (۵ دانشکده و آموزشکده)
10. خراسان جنوبی (۵ دانشکده و آموزشکده)
11. خراسان رضوی (۱۲ دانشکده و آموزشکده)
12. خراسان شمالی (۵ دانشکده و آموزشکده)
13. خوزستان (۵ دانشکده و آموزشکده)
14. زنجان (۲ دانشکده و آموزشکده)
15. سمنان (۴ دانشکده و آموزشکده)
16. سیستان و بلوچستان (۴ دانشکده و آموزشکده)
17. فارس (۱۲ دانشکده و آموزشکده)
18. قزوین (۲ دانشکده و آموزشکده)
19. قم (۲ دانشکده و آموزشکده)
20. کردستان (۳ دانشکده و آموزشکده)
21. کرمان (۱۲ دانشکده و آموزشکده)
22. کرمانشاه (۴ دانشکده و آموزشکده)
23. کهگیلویه و بویراحمد (۲ دانشکده و آموزشکده)
24. گلستان (۵ دانشکده و آموزشکده)
25. گیلان (۷ دانشکده و آموزشکده)
26. لرستان (۵ دانشکده و آموزشکده)
27. مازندران (۱۲ دانشکده و آموزشکده)
28. مرکزی (۱ دانشکده و آموزشکده)
29. هرمزگان (۳ دانشکده و آموزشکده)
30. همدان (۶ دانشکده و آموزشکده)
31. یزد (۹ دانشکده و آموزشکده)

دانشگاه قم
دانشگاه علوم کشاورزی و منابع طبیعی خوزستان
دانشگاه کردستان
'دانشگاه کاشان
دانشگاه کوثر
دانشکده فنی و مهندسی گرمسار
دانشگاه گلستان
دانشگاه گنبد کاووس
دانشگاه گیلان
دانشگاه لرستان
دانشگاه مازندران
دانشگاه محقق اردبیلی
دانشگاه مراغه
دانشگاه مهندسی فناوری‌های نوین قوچان
دانشگاه مهندسی علوم و فناوری‌های نوین گلبهار
دانشگاه میبد
دانشگاه نهاوند
دانشگاه نیشابور
دانشگاه هرمزگان
دانشگاه هنر تهران
دانشگاه هنر اسلامی تبریز
دانشگاه هنر اصفهان
دانشگاه هنر شیراز
دانشگاه ولایت
دانشگاه ولیعصر رفسنجان
دانشگاه یاسوج
دانشگاه یزد